# RhB Ge 4/4 (182)
De Ge 4/4 ook wel Krokodil van de Berninabahn en soms ook wel Bernina-Krokodil genoemd is een elektrische locomotief bestemd voor het regionaal vervoer van de Bernina Bahn (BB). In 1943 werd de Bernina Bahn overgenomen door de Rhätische Bahn (RhB).

## Geschiedenis
De locomotief werd in jaren 1920 ontwikkeld en gebouwd door Schweizerische Lokomotiv- und Maschinenfabrik (SLM) en Brown, Boveri & Cie (BBC) voor de Bernina Bahn (BB).
De locomotief werd op 10 maart 1928 aan de Bernina Bahn overhandigd. Door instroom van nieuw materieel werd de locomotief in 1961 vernummerd van 82 in 182. In 1977 werd de locomotief buiten dienst gesteld.
De locomotief heeft tussen 1981 en 1984 bij het Verkehrshaus der Schweiz te Luzern op het buitenterrein gestaan. Tussen 1984 en 1999 was de locomotief bij het museum Chemin de fer de la Mure (fr)  in La Mure. Door de afwijkende spanning van de bovenleiding van het traject met 2400 volt gelijkstroom werd deze locomotief niet ingezet.
In 1999 kwam de locomotief weer in Graubünden bij de vereniging Gruppierung Associazione 182 des Club 1889. De locomotief werd toen naar de werkplaats te Poschiavo overgebracht. Op 28 mei 2010 vond de eerste proefrit op eigen kracht plaats. Sinds juni 2010 wordt de Bernina-Krokodil weer gebruikt bij Museumssonderfahrten op de Berninastrecke.
In januari 2013 en februari 2013 werd deze locomotief samen met de stoomsneeuwfrees door Historic RhB in een excursie van Pontresina langs Ospizio Bernina (Berninapas) en Alp Grüm naar Cavaglia en terug gebruikt.

## Constructie en techniek
De locomotief is opgebouwd uit een stalen frame. In de draaistellen is een elektrische motor gemonteerd die met stangen de beide assen aandrijft.

## Treindiensten
De locomotief werd door de Bernina Bahn (BB) op het traject:
- Sankt Moritz – Tirano